# Ossip Zadkine
Ossip Zadkine (Russisch: Осип Цадкин), geboren als: Yossel Aronovich Tsadkin (Russisch: Иосель Аронович Цадкин) (Vitsebsk (Wit-Rusland), 28 januari 1888–Parijs, 25 november 1967) was een Franse beeldend kunstenaar van Wit-Russische komaf. Hij is vooral bekend geworden als beeldhouwer, maar hij laat ook een belangrijk oeuvre na van gouaches, etsen en litho's.

## Leven en werk
Zadkine was de zoon van een Joods/Wit-Russische vader, Ephime Zadkine (docent klassieke talen in Smolensk), en een moeder van Schotse afkomst, Sophie Lester.
In 1905 stuurde zijn vader hem naar Engeland waar hij onder meer verbleef bij een neef van zijn moeder. Vanaf het najaar van 1908 volgde hij lessen aan de Arts and Crafts School in Londen. Vanaf oktober 1909 vestigde hij zich in Parijs. Hij ontmoette er onder meer Léger, Archipenko en Chagall en raakte bevriend met Modigliani.
Begin 1915 meldde hij zich als vrijwilliger en diende in het Franse leger als soldaat-brancardier. Eind 1917 raakte hij gewond bij een gasaanval. Rond 1918 verkreeg hij de Franse nationaliteit en in 1920 huwde Zadkine de kunstenares Valentine Prax. Getuige bij het huwelijk was de uit Japan afkomstige kunstenaar Foujita. In 1928 verhuisde het echtpaar naar de Rue d'Assas 100, waar Zadkine beschikte over een atelier en een tuin.
Vanaf 1918 werd zijn werk sterk beïnvloed door het kubisme. Heel geleidelijk verliet hij na 1926 deze kubistische lijn om een eigen stijl te ontwikkelen die sterk werd geïnspireerd door de primitieve kunst. Tijdens het interbellum nam Zadkine deel aan talloze tentoonstellingen in binnen- en buitenland.
Op advies van Amerikaanse vrienden vluchtte Zadkine, zonder echtgenote, in 1941 met een visum voor Spanje vanuit Lissabon naar de Verenigde Staten. Hij verbleef gedurende de rest van de Tweede Wereldoorlog in New York en had een atelier in Charles Street. In 1942 nam Zadkine met andere ballingen (Fernand Léger, Max Ernst en Marc Chagall) deel aan de groepstentoonstelling Artists in Exile bij Galerie Pierre Matisse. Hij ontmoette veel Parijzenaars zoals Jacques Lipchitz, André Masson, Amédée Ozenfant en Antoine de Saint-Exupéry. Hij gaf beeldhouwlessen aan de Art Students League of New York en gaf in 1945 een zomercursus aan het Black Mountain College in North Carolina.

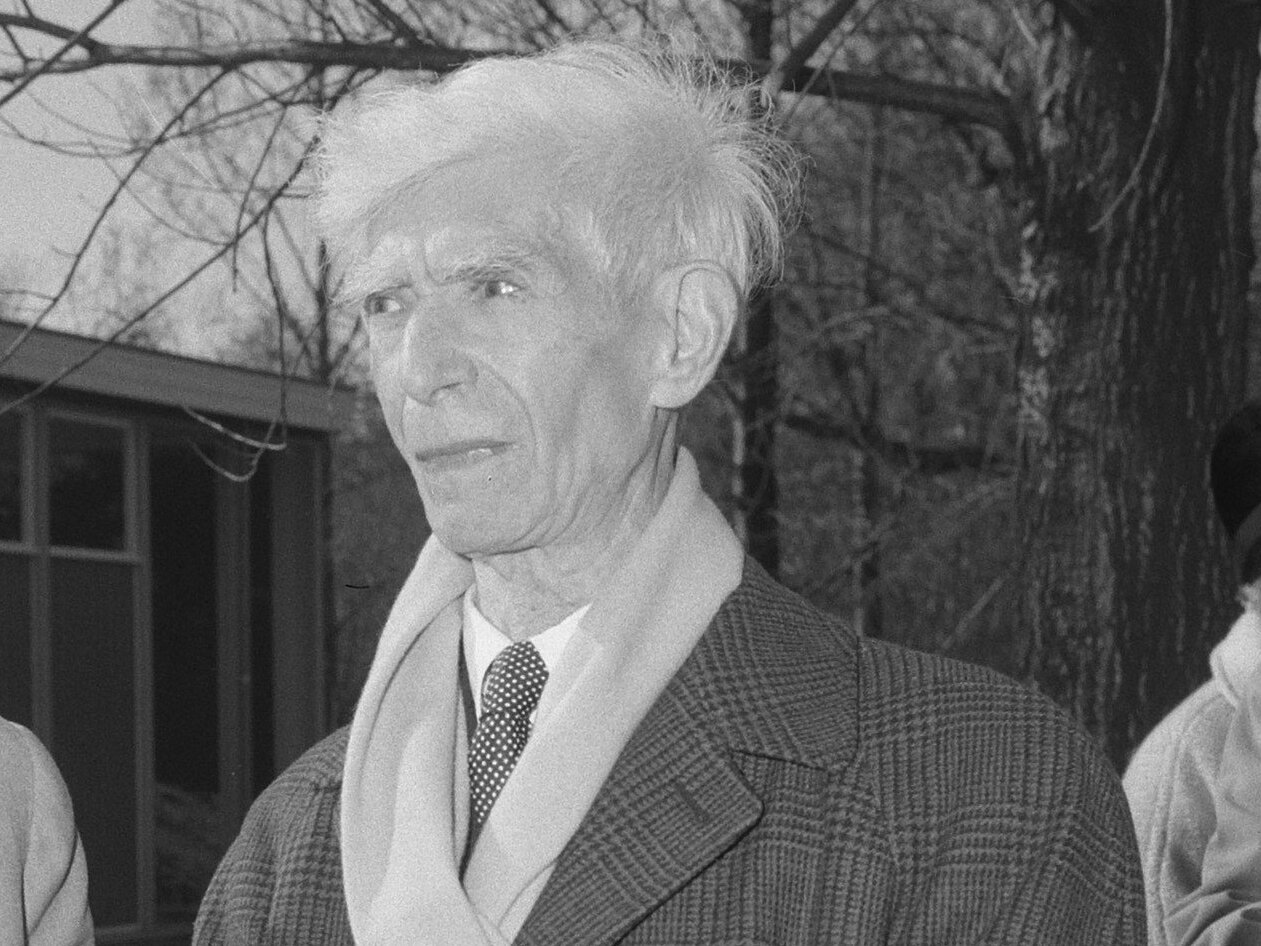
Ossip Zadkine in 1965, bij de beeldententoonstelling voor het eeuwfeest van het Vondelpark

In 1946 keerde Zadkine terug naar Frankrijk. Hij opende in Parijs 'The Ossip Zadkine Studio of Modern Sculpture and Drawing' aan de Rue Notre-Dame-des-Champs, vooral gericht op Amerikaanse studenten. In 1947 betrok hij weer zijn atelier aan de Rue d'Assas en ging lesgeven aan de Académie de la Grande Chaumière. Honderden kunstenaars kregen daar les van hem. Nederlandse leerlingen van Zadkine waren onder meer Wessel Couzijn, Lotti van der Gaag, Hans Ittmann, Pearl Perlmuter, Willy van der Putt, Willem Reijers, Han Richters, Shinkichi Tajiri, Han Wezelaar en Jan Wolkers.
Ossip Zadkine stierf eind 1967 op 79-jarige leeftijd in Parijs. Hij werd begraven op de Cimetière du Montparnasse.

## Rotterdam:De verwoeste stad
De verwoeste stad is een beeld dat Ossip Zadkine maakte naar aanleiding van het bombardement op Rotterdam. Het is op 15 mei 1953 onthuld en staat op het Plein 1940, aan de Leuvehaven, naast het Maritiem Museum Rotterdam. Het beeld is een Rijksmonument.
De associatie tussen Rotterdam en Zadkine is zo sterk dat tijdens de fusiegolf in het mbo rond 1990 de naam Zadkine College (later: ROC Zadkine) gekozen werd voor de fusieschool. Op de Müllerpier bevindt zich bovendien een reliëf van Zadkine, gemaakt door de Rotterdamse beeldhouwer Willem Verbon.

## Zundert:Vincent en Theo van Gogh
In Zundert, de geboorteplaats van Vincent van Gogh, werd in 1964 een standbeeld van hem met zijn broer Theo geplaatst, vervaardigd door Zadkine. Het werd onthuld door koningin Juliana, in het bijzijn van de kunstenaar en Vincent Willem van Gogh. Zadkine maakte meerdere beelden met Vincent van Gogh als thema, verschillende daarvan zijn opgenomen in collectie van het Van Gogh huis te Zundert.

## Musée Zadkine
In zijn voormalig woonhuis en atelier, gelegen aan de Rue d' Assas te Parijs, is nu het Musée Zadkine gevestigd. Ook in het Franse Les Arques in het département du Lot bevindt zich een Zadkine-museum in zijn voormalige zomerverblijf, waar een aantal van zijn werken tentoongesteld wordt. In de crypte van het Romaanse kerkje tegenover dit museum staat een Piëta van Zadkine. In het plaatsje, dat zelf overigens geheel gerestaureerd is, bevindt zich een kunstenaarscentrum.

## Museum Jan

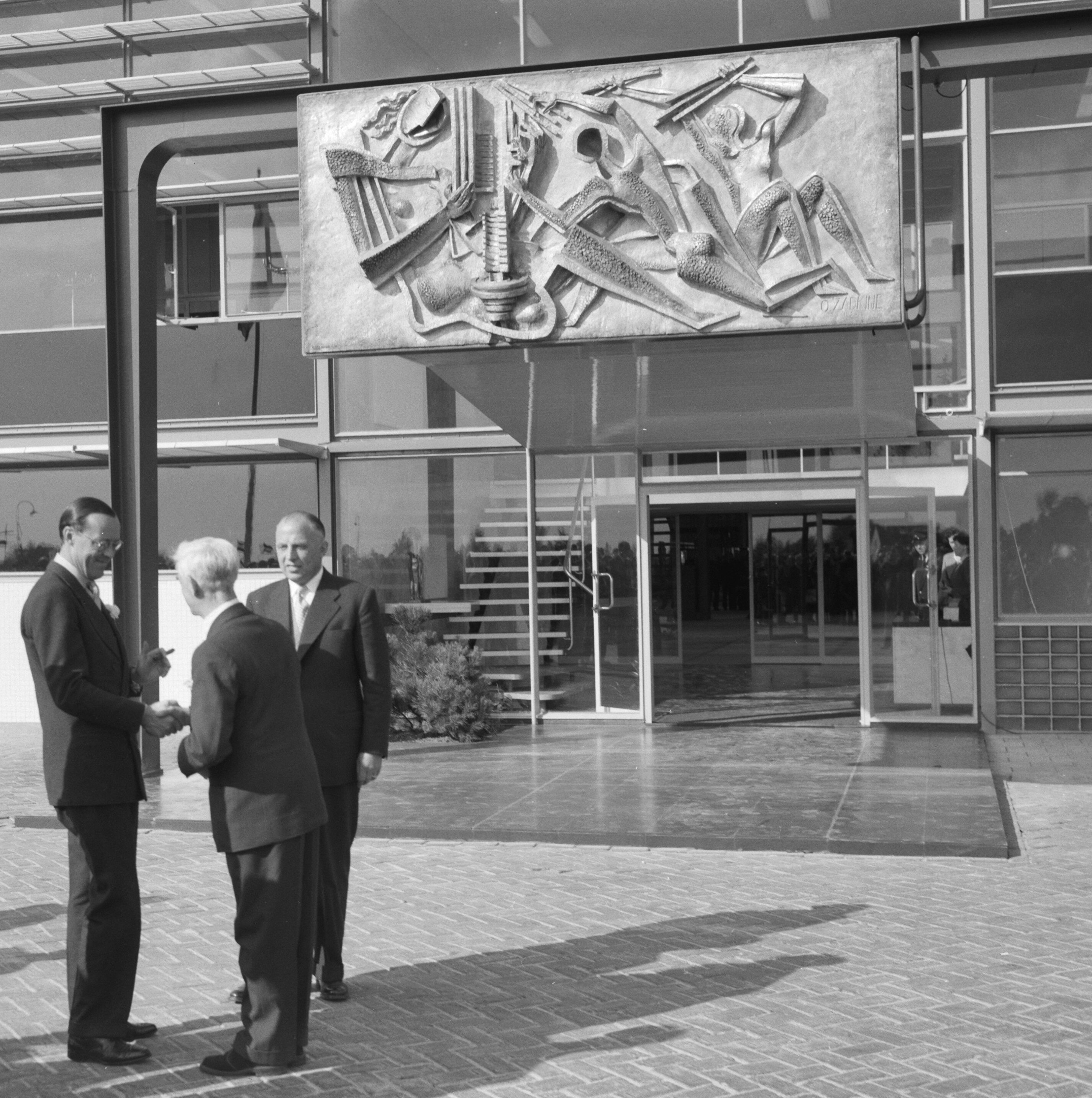
Het relief van Zadkine aan de Tomadofabriek in 1955. Op de voorgrond onder andere Prins Bernhard.

In 2025 werd in Museum Jan in Amstelveen een expositie gewijd aan Ossip Zadkine, met naast beelden onder andere ook litho's en etsen. De oprichter van het museum, Jan van der Togt, fabrikant van Tomado, had belangstelling voor het werk van Zadkine. In 1955 werd de entree van de nieuwe fabriek in Etten-Leur versierd met een reliëf van Ossip Zadkine. 
Bij de in deze expositie getoonde etsen gebruikte Zadkine onder andere een lijntechniek, waarbij hij een lijnets ook als negatief afdrukte. Hij maakte waarschijnlijk eerst een zwarte afdruk, waarna hij dekkende witte inkt in de groeven van de etsplaat aanbracht.  Vervolgens kon hij een witte lijntekening op een zwarte achtergrond afdrukken. Zo kon hij twee versies van dezelfde ets maken, met een zwarte lijn op witte ondergrond en omgekeerd.

## Publieke collecties
Werken van Ossip Zadkine zijn in de openbare collecties van:
- Museum de Fundatie te Zwolle
- Van Abbemuseum te Eindhoven
- Museum Beelden aan Zee te Den Haag (Scheveningen)
- Kröller-Müller Museum te Otterlo
- Museum Jan van der Togt te Amstelveen
- Middelheimmuseum te Antwerpen

## Fotogalerij

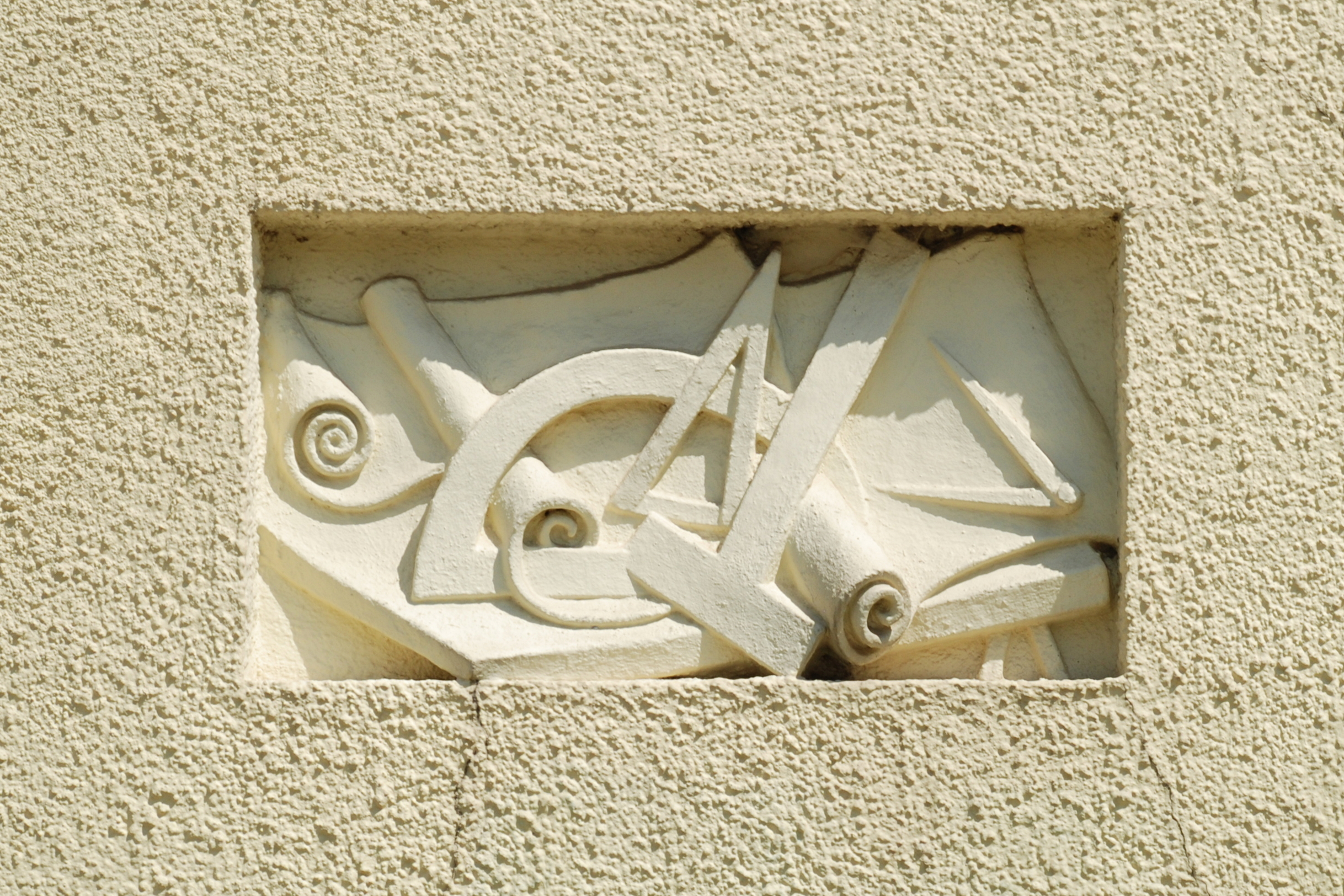
Bas-reliëf van het Blomme Huis in Brussel dat de instrumenten van de architect voorstelt, 1928
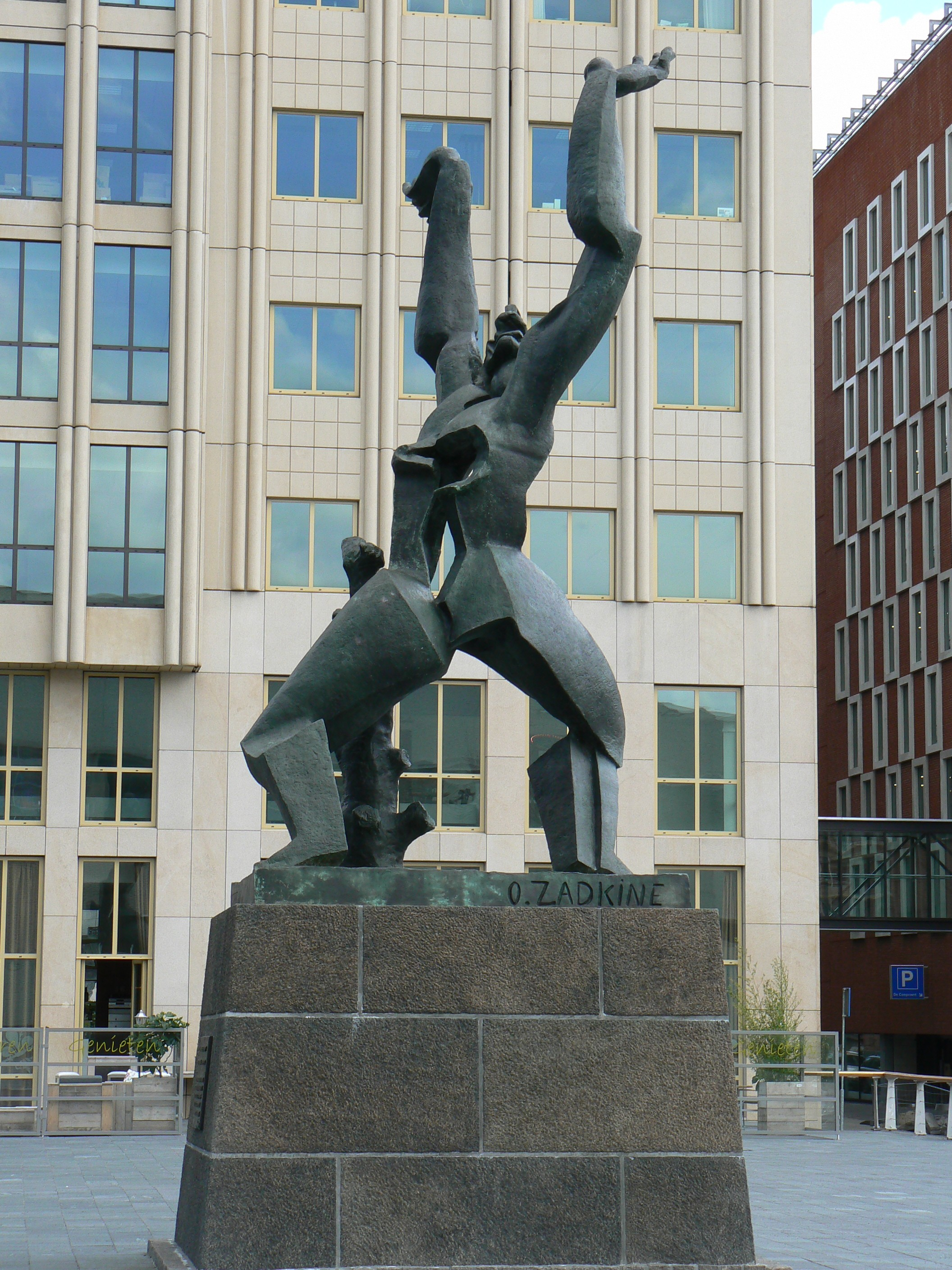
De verwoeste stad, 1953, Rotterdam
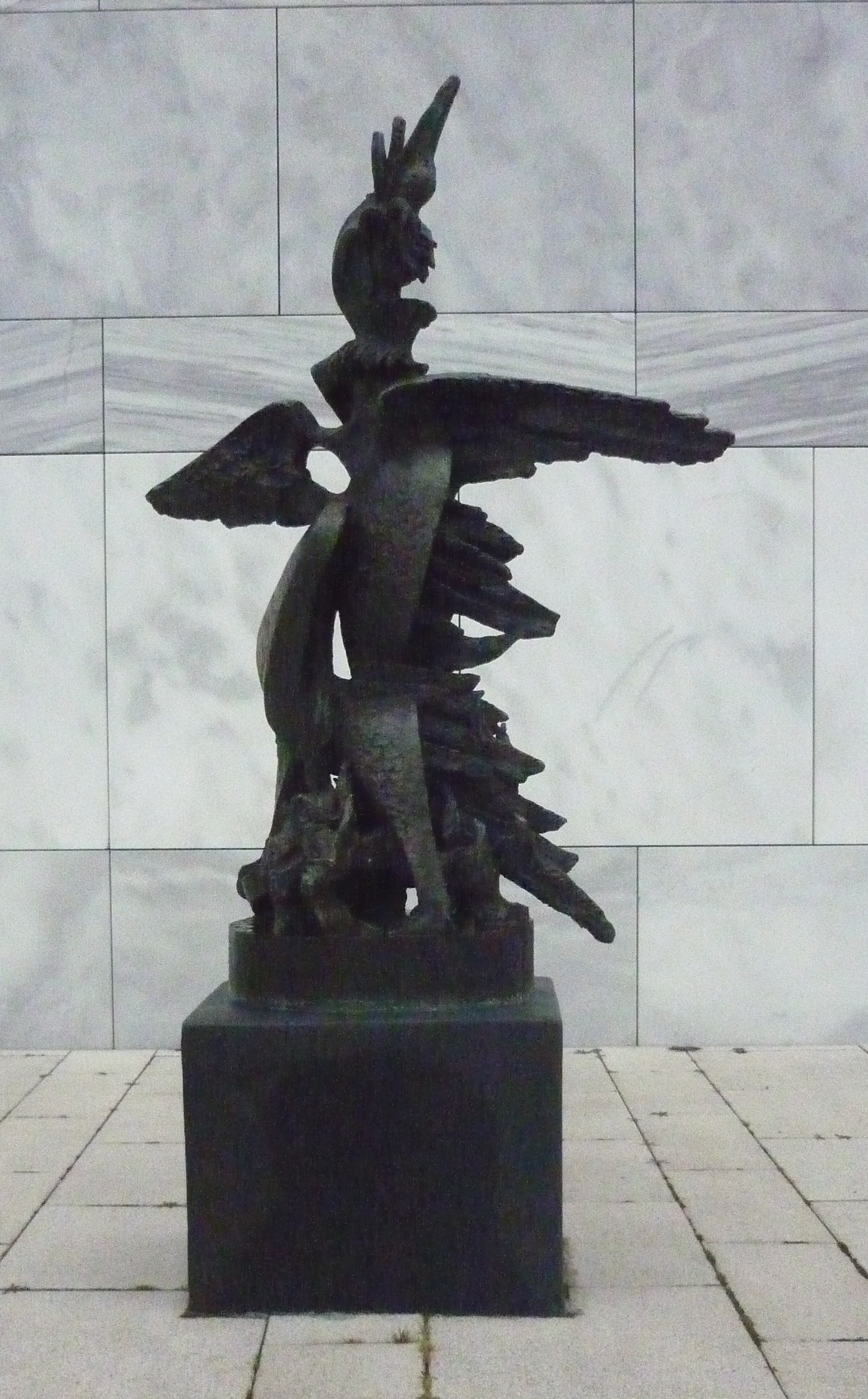
Feniks, 1955, Arnhem
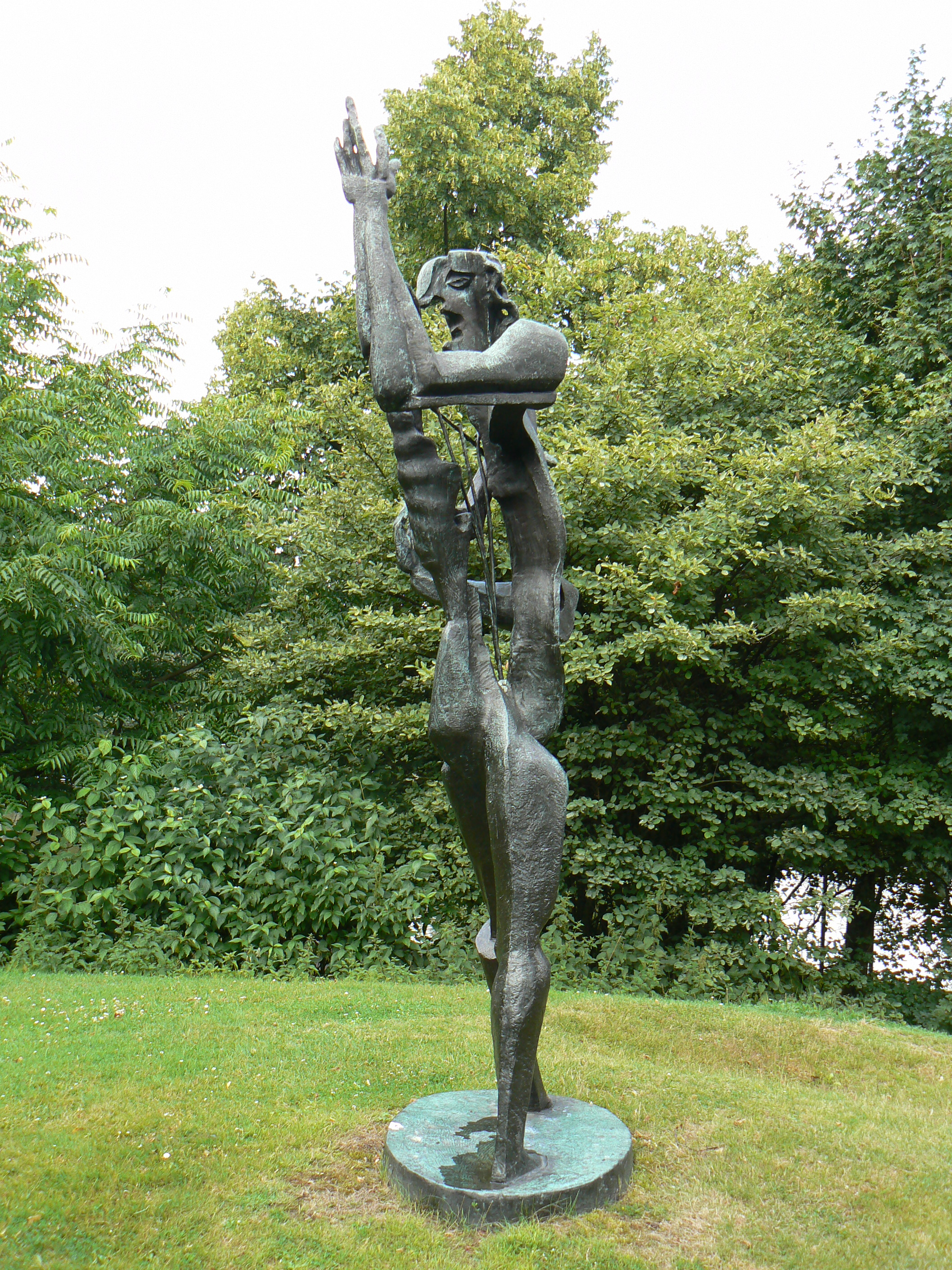
Grand Orphée, 1956, Marl
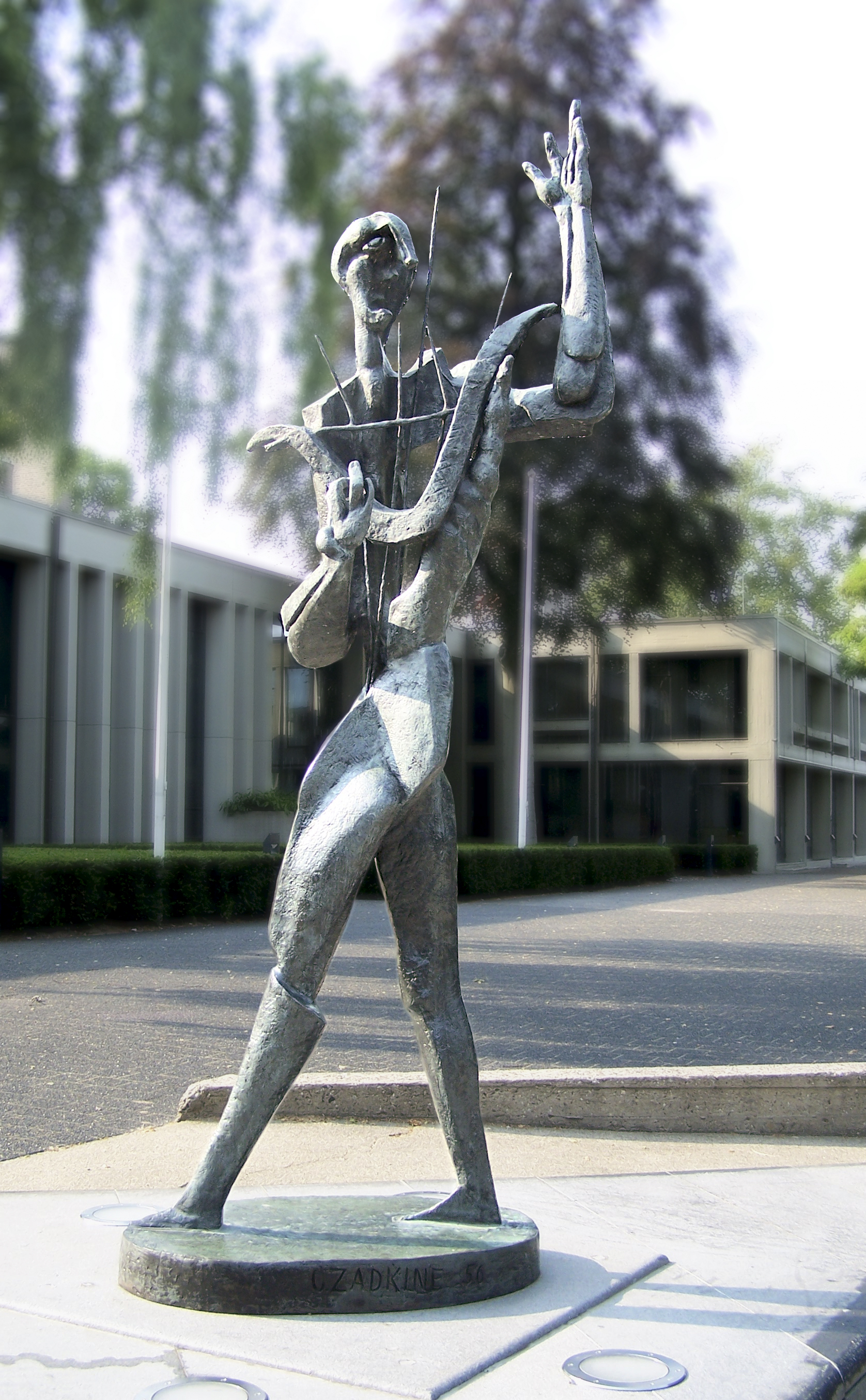
Orpheus, 1956, Apeldoorn
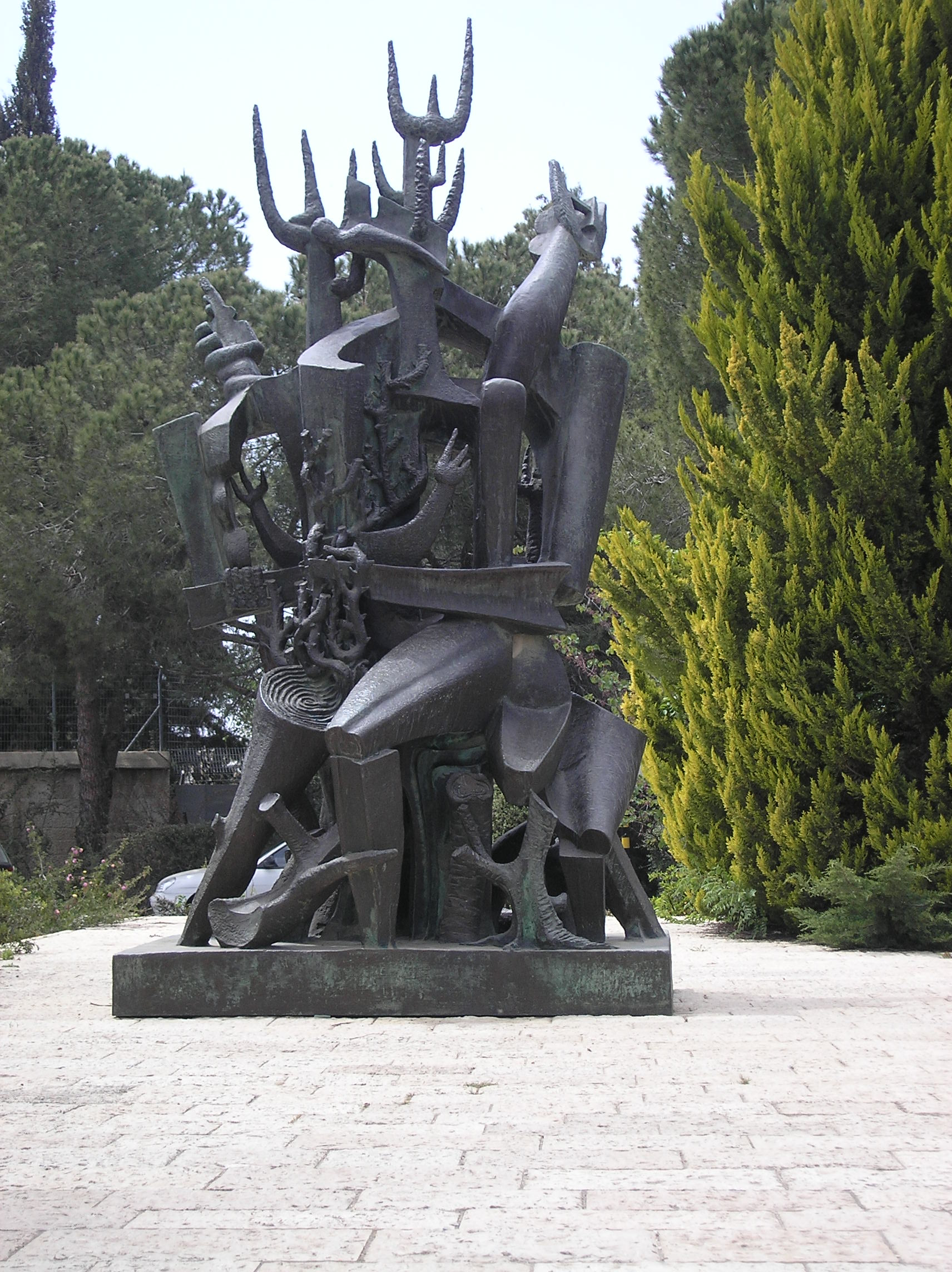
La forêt humaine 1960, Van Leer Institute, Jeruzalem
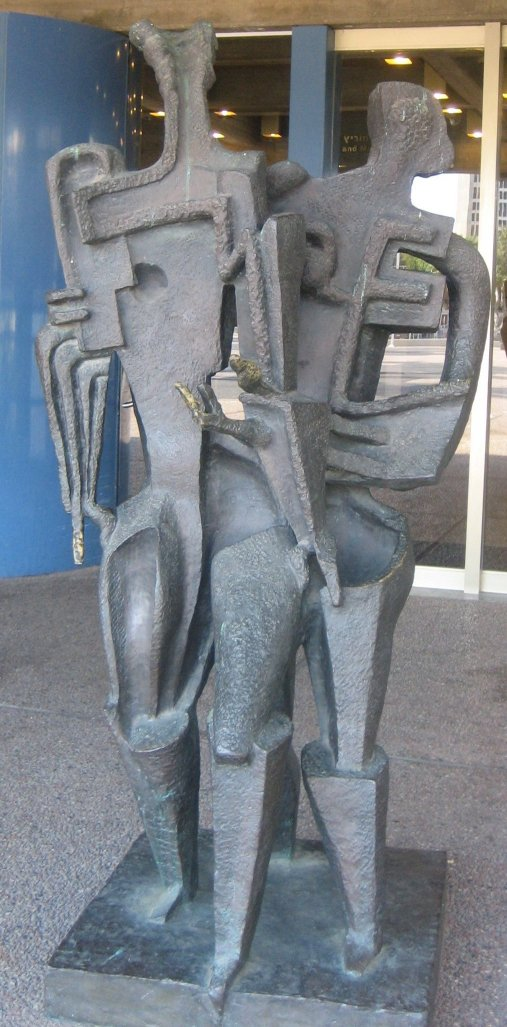
Lotophage, 1961-1962, Tel Aviv Museum of Art, Tel Aviv
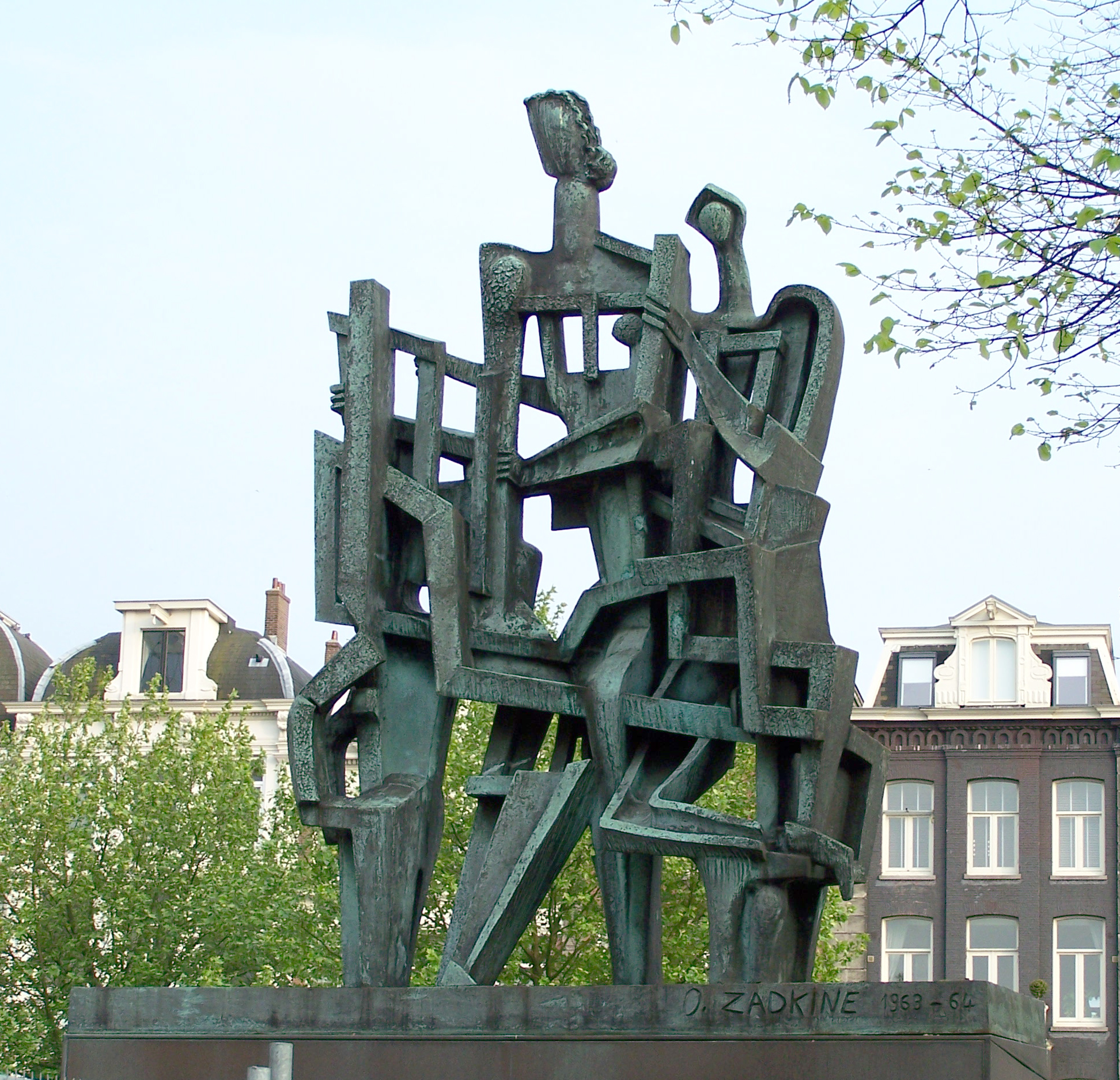
La demeure humaine, 1963, Westeinde, Amsterdam
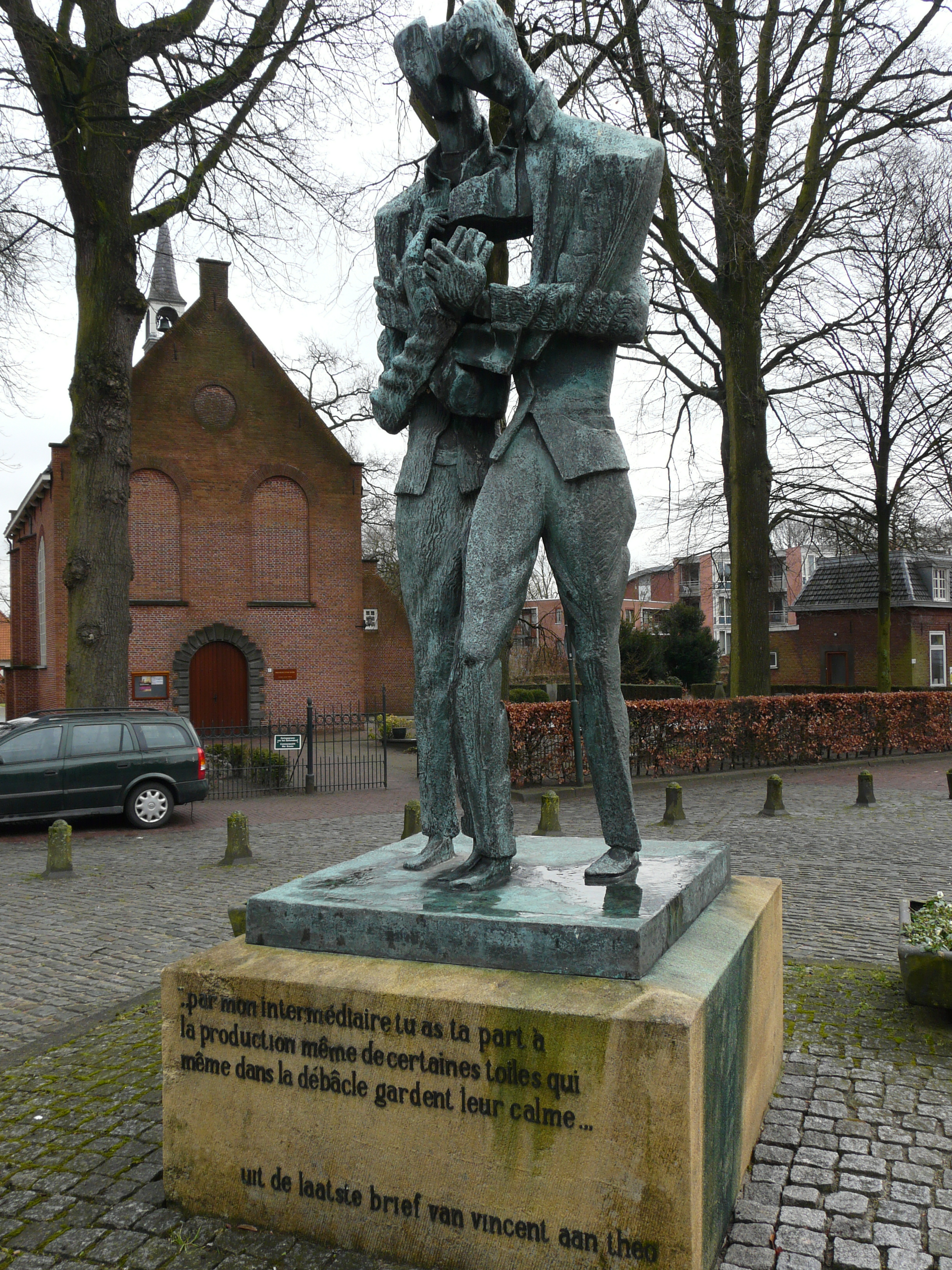
Beeld van Vincent en Theo van Gogh, 1964, Zundert
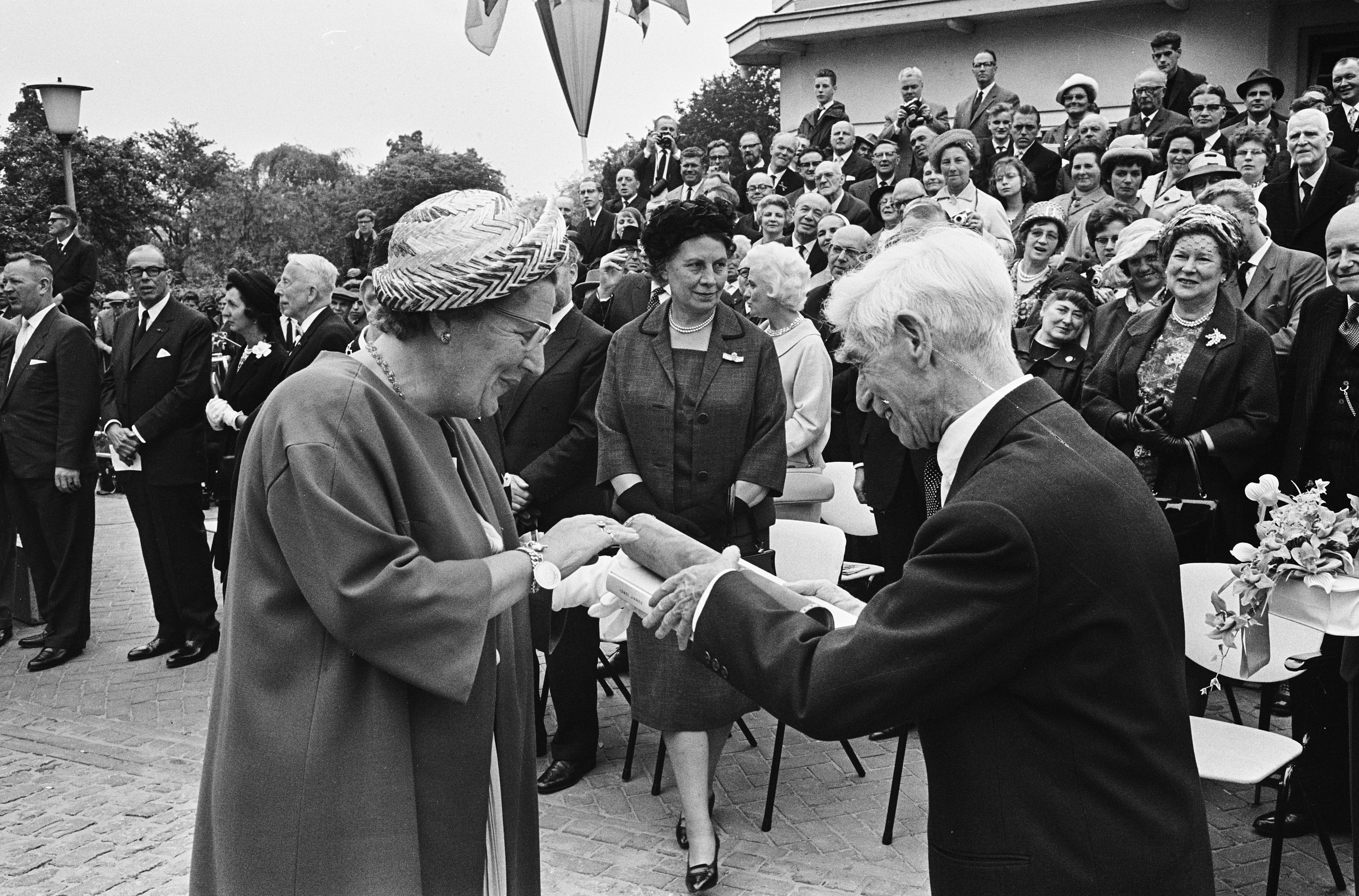
Zadkine en koningin Juliana bij de onthulling in Zundert. Hij overhandigt een gravure en een boek.

## Varia
- in de gevel van Grote Houtstraat 36 in Haarlem bevond zich vroeger het kunstwerk Paljas van Zadkine